# Jake Parker

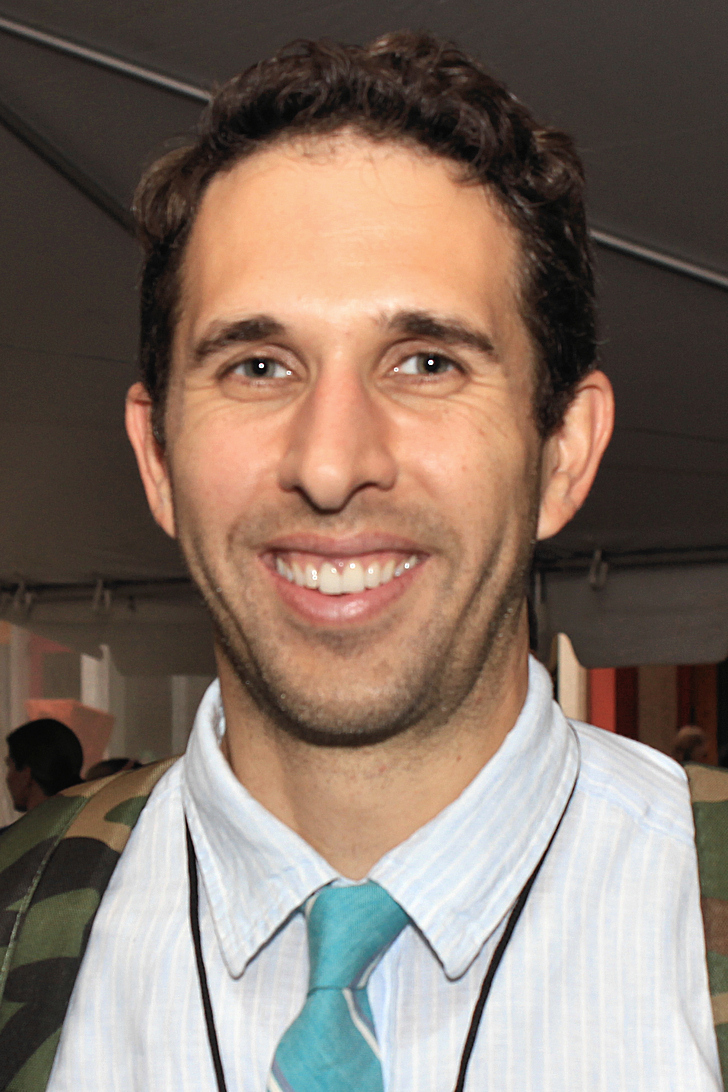
Parker no festival Texas Book, em 2016.

Jake Parker, também conhecido como Agente 44, é um criador de contos em quadrinhos, desenhista e animador. Em 2009, Parker começou o Inktober, uma popular celebração anual de ilustrações feitas a tinta durante todo o mês de outubro. Este evento, em 2014, contabilizou mais de 100.000 imagens marcadas no Twitter por artistas participantes. Em 6 de setembro de 2014, Parker começou o "Art Drop Day", para incentivar artistas a se conectarem com outras pessoas pessoalmente.
O desenhista também é cofundador e colaborador do site educacional de ilustrações, Society of Visual Storytelling. Ele começou o projeto em 2013 com uma série de aulas ao vivo transmitidas pelo site, e agora oferece assinaturas para quem deseja ter acesso às suas aulas gravadas.
Parker trabalhou em animações de grandes estúdios, como o 20th Century Fox, e contribuiu para filmes como Titan A. E., Rio e Horton e o Mundo dos Quem.[carece de fontes?] Além de roteiros para três dos volumes de Flight.  Sua história em quadrinhos "Little Bot and Sparrow." foi influenciada por Calvin e Hobbes.
Seu filho, Tate Parker, também desenha histórias em quadrinhos.
Em 2019, processou vários artistas independentes por publicarem livros usando o nome "Inktober" , termo que ele registrou como propriedade intelectual dele, mesmo sendo um movimento da comunidade artística. Posteriormente disse que tudo não passou de um mal entendido e fez um declaração sobre o caso em seu site. 
Alphonso Dunn o acusou de plagiar seus livros, "Pen & Ink Drawing Workbook" e "Pen & Ink Drawing: A simple Drawing", em agosto de 2020, demonstrando várias provas que causaram o adiamento do lançamento do livro "InkTober" do Jake Parker.

## Trabalhos publicados
- The Little Snowplow Candlewick (13 de outubro de 2015)
- Rocket Raccoon Marvel (3 de março de 2015)
- The Tooth Fairy Wars Atheneum Books for Young Readers (15 de julho de 2014)
- Nuthin' but Mech, Volume Two Design Studio Press  (15 de junho de 2014)
- Explorer: The Lost Islands Amulet Books  (15 de outubro de 2013)
- The Girl Who Wouldn't Brush Her Hair Schwartz & Wade (10 de setembro de 2013)
- Nuthin' But Mech Design Studio Press (15 de agosto de 2012)
- Apples A to Z Scholastic Press (1 de agosto de 2012)
- The Astonishing Secret of Awesome Man Balzer + Bray  (6 de setembro de 2011)
- Missile Mouse: The Star Crusher GRAPHIX (1 de janeiro de 2011)
- Missile Mouse: The Star Crusher GRAPHIX (1 de janeiro de 2010)
- "The Antler Boy" Out of Picture 2: Art from the Outside Looking In Villard (3 de junho de 2008)[15]
- Lucy Nova SE2. Publicado com Daisy Kutter Capítulo 2. 2004
[16]
- Sub Hubbub. Parte de Nick Magazine. 2006
[17]
- "The Star Thrower": Sunstone Magazine 160, Set. 2010
- Skull Chaser Online. 2014–presente
- Rocket Raccoon Volumes 5-6 e 9-11. 2014-2015
- "Little Bot and Sparrow." (27 de setembro de 2016) [18]

### Flight
- "The Robot and the Sparrow.."O Voo, Volume Two Villard (10 de Abril De 2007)[19]
- "Hugo Earhart."Flight, Volume One Villard (10 de abril de 2007)[20]
- Flight, Volume Eight Villard  (28 de junho de 2011)[21]
- "Missile Mouse: The Guardian Prophecy."Flight  (25 de março de 2008) ISBN 978-0-345-50313-8978-0-345-50313-8[22]

### Trabalhos No Cinema
- "Reino Escondido" Blue Sky Studios (2013)[23]
- "Rio" Blue Sky Studios (2011) [24]
- "A Era do Gelo 3" Blue Sky Studios (2009)
- "Horton e o Mundo dos Quem" Blue Sky Studios (2008)
- Titan A.E. Fox Animation Studios (2000)